# Brian MacPhie
Brian MacPhie (San Jose, 11 maggio 1972) è un allenatore di tennis ed ex tennista statunitense.

## Carriera
In carriera ha vinto 7 titoli di doppio. Nei tornei del Grande Slam ha ottenuto il suo miglior risultato raggiungendo le semifinali di doppio misto agli US Open nel 1995 e nel 1999 e agli Australian Open nel 1997.

## Statistiche

### Doppio

#### Vittorie (7)
| Numero | Anno             | Torneo                                                            | Superficie | Compagno       | Avversari in finale                | Punteggio      |
| 1.     | 16 febbraio 1997 | Sybase Open, San Jose                                             | Cemento    | Gary Muller    | Mark Knowles Daniel Nestor         | 4-6, 7-6, 7-5  |
| 2.     | 6 marzo 2000     | Delray Beach International Tennis Championships, Delray Beach     | Cemento    | Nenad Zimonjić | Joshua Eagle Andrew Florent        | 7-5, 6-4       |
| 3.     | 4 marzo 2001     | Sybase Open, San Jose                                             | Cemento    | Mark Knowles   | Jan-Michael Gambill Jonathan Stark | 6-3, 7-6       |
| 4.     | 19 agosto 2001   | Indianapolis Tennis Championships, Indianapolis                   | Cemento    | Mark Knowles   | Mahesh Bhupathi Sébastien Lareau   | 7-6, 5-7, 6-4  |
| 5.     | 27 febbraio 2002 | Kroger St. Jude International and the Cellular South Cup, Memphis | Cemento    | Nenad Zimonjić | Bob Bryan Mike Bryan               | 6-3, 3-6, 10-4 |
| 6.     | 8 marzo 2004     | Tennis Channel Open, Scottsdale                                   | Cemento    | Rick Leach     | Jeff Coetzee Chris Haggard         | 6-3, 6-1       |
| 7.     | 31 luglio 2005   | Mercedes-Benz Cup, Los Angeles                                    | Cemento    | Rick Leach     | Jonathan Erlich Andy Ram           | 6–3, 6–4       |

### Doppio

#### Finali perse (13)
| Numero | Anno             | Torneo                                                            | Superficie  | Compagno         | Avversari in finale                    | Punteggio     |
| 1.     | 18 aprile 1994   | ATP Birmingham, Birmingham                                        | Terra rossa | David Witt       | Richey Reneberg Christo van Rensburg   | 6-2, 3-6, 2-6 |
| 2.     | 8 agosto 1994    | Countrywide Classic, Los Angeles                                  | Cemento     | Scott Davis      | John Fitzgerald Mark Woodforde         | 6-4, 2-6, 0-6 |
| 3.     | 31 luglio 1995   | Canada Open, Toronto                                              | Cemento     | Sandon Stolle    | Evgenij Kafel'nikov Andrej Ol'chovskij | 2-6, 2-6      |
| 4.     | 18 marzo 1996    | Newsweek Champions Cup and the State Farm Evert Cup, Indian Wells | Cemento     | Michael Tebbutt  | Todd Woodbridge Mark Woodforde         | 6-1, 2-6, 2-6 |
| 5.     | 18 aprile 1999   | Japan Open Tennis Championships, Tokyo                            | Cemento     | Wayne Black      | Jeff Tarango Daniel Vacek              | 3-4, rit.     |
| 6.     | 10 maggio 1999   | Delray Beach International Tennis Championships, Delray Beach     | Terra rossa | Doug Flach       | Maks Mirny Nenad Zimonjić              | 6-7, 6-3, 3-6 |
| 7.     | 1º agosto 1999   | Countrywide Classic, Los Angeles                                  | Cemento     | Goran Ivanišević | Byron Black Wayne Ferreira             | 2-6, 6-7      |
| 8.     | 23 giugno 2002   | Ordina Open, 's-Hertogenbosch                                     | Erba        | Paul Haarhuis    | Martin Damm Cyril Suk                  | 6-7, 7-6, 4-6 |
| 9.     | 5 maggio 2003    | Open de Tenis Comunidad Valenciana, Valencia                      | Terra rossa | Nenad Zimonjić   | Lucas Arnold Ker Mariano Hood          | 1-6, 7-6, 4-6 |
| 10.    | 15 febbraio 2004 | SAP Open, San Jose                                                | Cemento     | Rick Leach       | James Blake Mardy Fish                 | 2-6, 5-7      |
| 11.    | 19 aprile 2004   | U.S. Men's Clay Court Championships, Houston                      | Terra rossa | Rick Leach       | James Blake Mardy Fish                 | 3-6, 4-6      |
| 12.    | 20 giugno 2004   | Nottingham Open, Nottingham                                       | Erba        | Rick Leach       | Paul Hanley Todd Woodbridge            | 4-6, 3-6      |
| 13.    | 3 ottobre 2004   | Shanghai Open, Shanghai                                           | Cemento     | Rick Leach       | Jared Palmer Pavel Vízner              | 6-4, 6-7, 6-7 |